# Хризостом (Константинидис)
Митрополит Хризостом (греч. Μητροπολίτης Χρυσόστομος, в миру Эми́лиос Константини́дис, греч. Αιμίλιος Κωνσταντινίδης; 28 марта 1921, Константинополь, Османская империя — 13 октября 2006, Ираклион, Крит) — епископ Константинопольской Православной Церкви, митрополит Эфесский (1991—2006).

## Биография
Родился 28 марта 1921 года в районе Хрисуполис (Скутари) в Константинополе, в Османской империи.
Окончил греческую школу при Константинопольской патриархии и затем с 1935 по 1941 годы обучался в Халкинской богословской школе, где 21 ноября 1940 года митрополитом Филадельфийским Емилианом (Пападимитриу) был рукоположён в сан диакона и с 1942 по 1946 годы занимал должность библиотекаря.
С 1947 по 1950 годы обучался в Восточном институте и Институте археологии в Риме, где в 1950 году получил степень доктора богословия, а в 1951 году получил богословскую степень в Страсбурге.
В 1951 года занимал пост профессора догматики и систематического богословия в семинарии на острове Халки до её закрытия в 1971 году.
2 февраля 1961 года митрополитом Неокесарийским Хризостомом (Коронеосом) рукоположён в сан священника.
5 марта 1961 года хиротонисан во епископа Мирликийского с возведением в сан митрополита. Хиротонию возглавил Патриарх Константинопольский Афинагор.
6 сентября 1965 года становится правящим епископом с тем же титулом.
С 1972 года и до дня кончины являлся членом Священного Синода Константинопольского Патриархата.
Принимал активное участие в межправославных собраниях и консультациях. С начала 1950-х годов сотрудничал со Всемирным советом церквей; в 1998—2006 годах был одним из президентов ВСЦ. В 1979 году удостоен степени доктора богословия honoris causa Ленинградской духовной академии, в 1981 году — Бухарестского университета, в 1990 году — Афинского университета и Бостонского университета.
10 декабря 1991 года был единодушно избран митрополитом Эфесским. В официальной иерархии Константинопольского Патриархата занимал второе место после патриарха Варфоломея. В 1995 году удостоен премии Святого Николая (Бари).
Возглавлял ряд Синодальных комиссий Константинопольского Патриархата: по канонических вопросам; по межправославным связям; по диалогу с Римо-католической церковью; сопредседатель Смешанной комиссии по диалогу с дохалкидонскими церквами; по богословским исследованиям; по европейским вопросам.
Скончался 13 октября 2006 года в Ираклионе, на острове Крит.
Митрополит Смоленский и Калининградский Кирилл в послании патриарху Константинопольскому Варфоломею отмечал: «Активным участием в межправославном и межхристианском диалоге этот выдающийся иерарх много способствовал укреплению добрых взаимоотношений между Церквами. Хорошо помню приснопамятного владыку Хризостома по нашим неоднократным встречам и могу засвидетельствовать, что он был яркой и неординарной личностью».